# Olipara nigeriensis
Olipara nigeriensis är en insektsart som först beskrevs av Van Stalle 1984.  Olipara nigeriensis ingår i släktet Olipara och familjen kilstritar. Inga underarter finns listade i Catalogue of Life.